# Unsane
Unsane es una influyente banda de noise rock formada en New York City en 1988. Su música también incluye algunos elementos del hardcore punk y del heavy metal. Unsane se ha convertido en una banda de culto y son considerados como los pioneros del sonido Noisecore alrededor de todo el mundo.
La agrupación es originaria de Nueva York y fue formada en 1988 por Chris Spencer en guitarra y voz. El primer batería Charlie Ondas murió en 1992 a causa de una sobredosis de heroína y fue reemplazado por Vinnie Signoreli, que aun sigue en el grupo. La banda es popular por su sonido original, por sus letras que en mayor parte tratan de la violencia urbana y por sus visuales gore. El sonido de Unsane es muy crudo, se basa en desgarradoras voces e instrumentos distorsionados, particularmente la guitarra. Cris Spencer obtiene un sonido inigualable de su guitarra con amplificadores que el mismo modifica, según él, no utiliza ningún tipo de pedal. Los visuales de sus álbumes son extremos y representan la obsesión de Unsane por la sangre, el gore y los barrios bajos de Nueva York. En 1998, poco después de fichar con Relapse Records, Chris Spencer pierde medio intestino y queda paralizado un tiempo debido a una agresión hacia él, la banda se ve obligada a parar hasta el año 2003. Han influenciado a muchas formaciones importantes, como Entombed, Sleepers o Helmet. Luego de haber pasado 5 años sin publicar ningún álbum, en 2012 lanzan "Wreck" para conmemorar los 20 años de la existencia del trío.

## Biografía

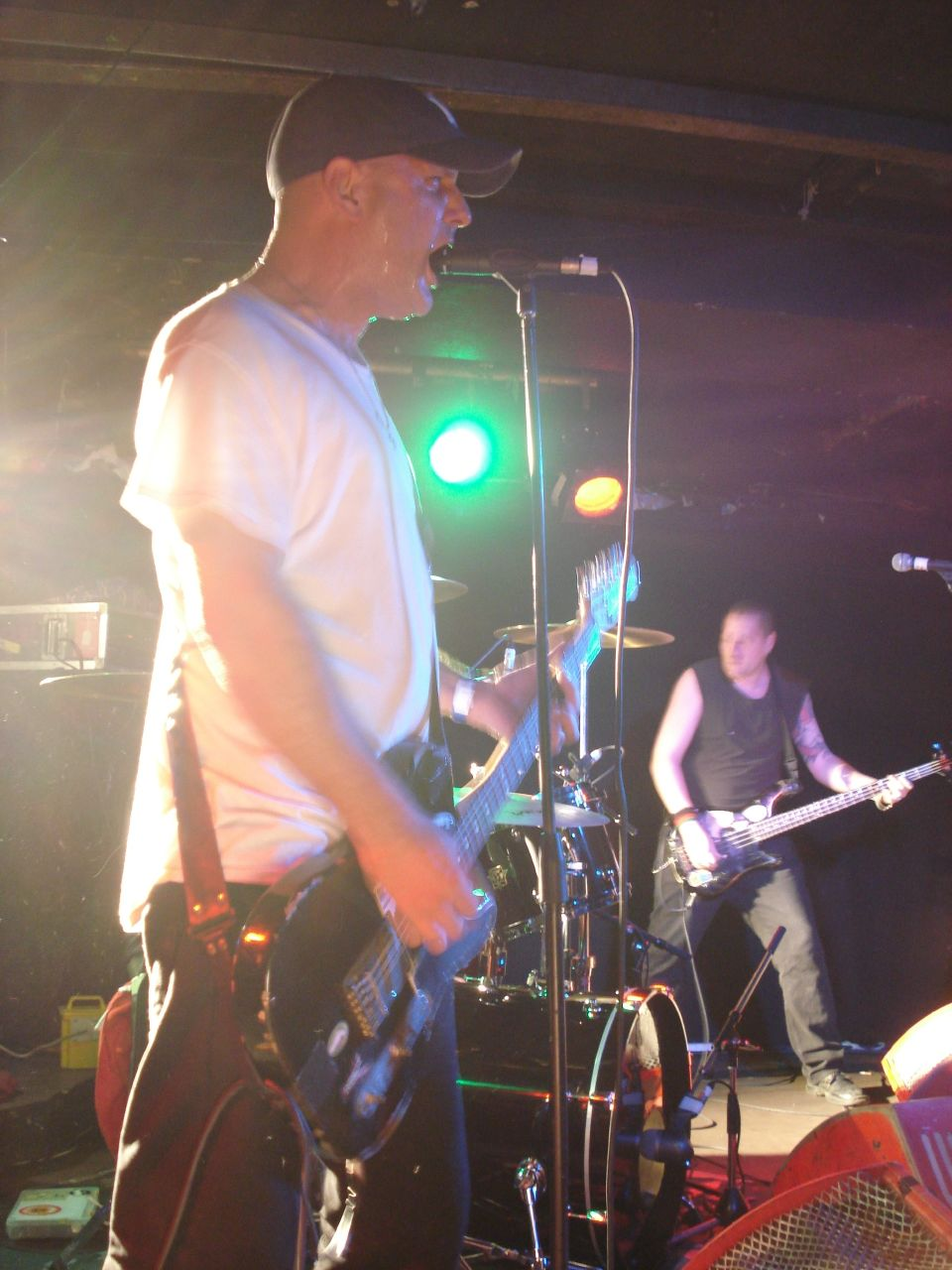
Unsane en vivo el 16 de octubre de 2007

En 1988, el guitarrista/cantante Chris Spencer, el bajista Pete Shore y el baterista Charlie Ondras, quienes estudiaban en el Sarah Lawrence College, formaron el grupo Lawn-Chair-Blisters antes de usar el nombre "Unsane". La banda firmó con Circuit Records y registró material para Wharton Tiers para lo que supuestamente sería su primer álbum de estudio Improvised Munitions, pero finalmente la discográfica decidió no publicarlo.
Más tarde Unsane se convertiría en una de las mejores bandas de principios de los 90's de la escena de Noise rock de East Village, New York City. A menudo la banda realizaba presentaciones con Pussy Galore, Cop Shoot Cop, Surgery, Helmet y Reverb Motherfuckers. Los miembros de Unsane tocaban simultáneamente en otras bandas como Boss Hog y Acción Swingers.
El álbum debut de la banda, lanzado en 1991, fue reconocido por su dura música y por la horrible imagen de la portada la cual muestra una foto de un hombre decapitado en el subterráneo de Nueva York.
En 1992, el baterista Ondras muere a causa de una sobredosis de heroína, y es reemplazado temporalmente por Anthony DeLuca hasta la llegada de Vinnie Signorelli (ex Foetus y Swans). En 1994 Shore abandona la banda por razones desconocidas y es reemplazado por Dave Curran.
La banda sale de gira, y en 1993 lanza Total Destruction con la discográfica Matador Records/Atlantic Records. Su tercer álbum Scattered, Smothered & Covered fue lanzado por Amphetamine Reptile Records. El vídeo musical del sencillo "Scrape", fue hecho con tan solo 200 dólares y tuvo un rol significativo en MTV. El vídeo alterna unas escenas caseras de un ensayo de Unsane, y una serie de accidentes graves de skateboarding.
La banda continuó de gira (inclusive abriendo shows para Slayer). Su siguiente álbum Occupational Hazard fue lanzado en 1998 por Relapse Records. Más tarde ese mismo año - como haciendo honor al título del álbum - Spencer fue atacado por cuatro personas luego de un concierto en Viena, Austria por lo cual tuvo que ser hospitalizado, sufriendo algunas hemorragias internas que le obligaron a someterse a una importante cirugía. Como resultado, la banda tuvo que abandonar las giras por más de 10 meses, y en el año 2000 decidieron tomarse un descanso.
Unsane se reagrupó en 2003, y lanzó un álbum de grandes éxitos llamado Lambhouse, seguido de Blood Run en 2005. En 2007 Ipecac lanzó Visqueen el sexto álbum de estudio de la banda.
La canción "Committed" aparece en el videojuego Tony Hawk's Pro Skater de Activision/Neversoft. "D Train" aparece en True Crime: New York City también de la compañía Activision.
Unsane lanzó Wreck el 20 de marzo de 2012, y salió de gira con Melvins durante abril y mayo.

## Actividades fuera de la banda
Durante el descanso de la banda entre 2000 y 2003, Spencer se mudó a California donde formó una nueva banda con Dave Curran llamada The Cutthroats 9 y lanzaron un álbum con Man's Ruin Records. Curran formó "J.J. Paradise Players Club" y Signorelli abrió un local de tatuajes en Brooklyn.
Signorelli luego formaría A Storm of Light con Josh Graham (integrante de Neurosis, ex Red Sparowes, Battle of Mice y Blood and Time) en guitarra y voz, Domenic Seita (ex Tombs y Asea) en bajo, y Pete Angevine (Satanized) en baterías adicionales y percusión. A Storm of Light pasó la mayor parte de la gira de primavera con Neurosis y lanzaron su álbum debut en 2008.
En 2008 Spencer formó la banda Celan con Ari Benjamin Meyers (Redux Orchestra), Niko Wenner (Oxbow), Roeder (flu-ID), y Xavi (flu-ID), y en 2009 lanzaron el positivamente valorado álbum Halo con la discográfica berlinesa Exile on Mainstream Records, tras lo cual realizaron una gira europea.

## Miembros

### Miembros actuales
- Chris Spencer - voz, guitarra (1988–2000, 2003–presente)
- Dave Curran - bajo (1994–2000, 2003–presente)
- Vinnie Signorelli - batería (1992–2000, 2003–presente)

### Miembros anteriores
- Charlie Ondras - batería (1988–1992)
- Pete Shore - bajo (1988–1994)

## Discografía

### Álbumes de estudio
- Unsane (Matador) - 1991
- Total Destruction (Matador/Atlantic) -  1993
- Scattered, Smothered & Covered (Amphetamine Reptile) - 1995
- Occupational Hazard (Relapse) - 1998
- Blood Run (Relapse) - 2005
- Visqueen (Ipecac) - 2007
- Wreck (Alternative Tentacles) - 2012

### Álbumes recopilatorios
- Singles 89–92, LP/CD (Matador) - 1993
- Lambhouse: The Collection 1991–1998 (Relapse) - 2003

### Álbumes en directo
- The Peel Sessions (Matador) - 1994
- Attack in Japan (Rebel) - 1995
- Amrep Xmas (Man's Ruin) - 1997

### Sencillos
- Split con Cows, Pagans, Bastards (Unsane - "Burn") (Treehouse) - 1989
- This Town sencillo (Treehouse) - 1989
- Concrete Bed sencillo (Glitterhouse) - 1990
- Vandal-X sencillo (Sub Pop) - 1990
- Jungle Music sencillo (PCP) - 1991
- Split con Slug sencillo (Matador) - 1992
- Body Bomb sencillo de 7" (Matador) - 1994
- Sick/No Soul sencillo (Man's Ruin) - 1996
- Committed/Over Me sencillo (Galaxia) - 1998
- This Plan/Ha, Ha, Ha sencillo (DC Records) - 2001

### The Peel Sessions
La banda registró tres sesiones. Las primeras dos fueron lanzadas en un EP en 1994, mientras que la tercera permanece inédita.
- 21 de mayo de 1991
- 26 de noviembre de 1992
- 7 de junio de 1994